# Kazimierz Benedykt Leżeński
Kazimierz Benedykt Leżeński herbu Nałęcz (ur. ok. 1653 w Wiślicy, zm. 25 października 1703 w Bartoszycach), polski duchowny katolicki, biskup pomocniczy warmiński.
Pochodził z rodziny szlacheckiej był synem Jacka i nieznanej z imienia Boglewskiej herbu Jelita. W młodym wieku został mianowany opatem cystersów w Wistycach (w diecezji łuckiej, potem wileńskiej). W 1694 przybył na Warmię na wezwanie biskupa Jana Stanisława Zbąskiego i został mianowany biskupem pomocniczym, ze stolicą tytularną Himeria. Uroczystości konsekracyjne odbyły się w Lidzbarku 17 września 1695. Biskup Zbąski powierzył mu probostwo w Jezioranach (1696) oraz godność wikariusza generalnego diecezji warmińskiej (1697), nie udało mu się natomiast uzyskać dla Leżeńskiego kanonikatu; kanonicy nie chcieli widzieć w swoim gronie człowieka, którego uważano za czołowego doradcę Zbąskiego w sporach z kapitułą.
Po śmierci biskupa Zbąskiego (1698) Leżeński pracował przez jakiś czas w diecezji włocławskiej, był także m.in. proboszczem w Starogardzie Gdańskim. Pozostawał do końca życia biskupem warmińskim i sporadycznie odwiedzał diecezję. Został pochowany w Jezioranach.
Źródła:
- Tadeusz Oracki, Słownik biograficzny Warmii, Prus Książęcych i Ziemi Malborskiej od połowy XV do końca XVIII wieku, tom II: L-Ż, Ośrodek Badań Naukowych im. Wojciecha Kętrzyńskiego, Olsztyn 1988.
- Alojzy Szorc, Dzieje diecezji warmińskiej (1243-1991), Warmińskie Wydawnictwo Diecezjalne, Olsztyn 1991.
- Piotr Nitecki, Biskupi Kościoła w Polsce w latach 965 – 1999, ISBN 83-211-1311-7, Warszawa 2000. (tu: data urodzenia ok. 1676, data śmierci 1710)